# Салеев, Фарид Исмаилович
Фарид Исмаилович Салеев (род. 1949) — советский и российский учёный и изобретатель, кандидат технических наук, доцент.
Автор около 100 научных работ, а также более 40 изобретений и патентов.

## Биография
Родился 18 апреля 1949 года.
В 1971 году окончил Алтайский политехнический институт (ныне Алтайский государственный технический университет) по специальности «Сельскохозяйственные машины» и по распределению с 1971 по 1974 год работал инженером-технологом Алтайского научно-исследовательского института технологии машиностроения (АНИТИМ). С 1974 года работает в родном вузе на кафедре сельскохозяйственного машиностроения, пройдя трудовой путь старшего инженер НИС, аспиранта, старшего преподавателя, доцента. В 1983 году защитил кандидатскую диссертацию на тему «Ветрорешетная очистка зерноуборочного комбайна с улучшенной качественной характеристикой центробежного вентилятора».
Направление научной работы Фарида Салеева — совершенствование рабочих органов машин уборки зерна. Наряду с педагогической, занимается общественной деятельностью — является председателем профсоюзного бюро факультета и членом профкома вуза.
Удостоен звания «Почетный работник высшего профессионального образования РФ» и «Заслуженный изобретатель РФ» (2020). Награждён Почетной грамотой Исполнительного комитета профсоюза работников народного образования и науки РФ (2014) и Почетной грамотой ректора АлтГТУ (2015). Также удостоен Благодарственного письма Администрации города Барнаула.